# 2.Bundesliga ProB
| 1º Nível |  | BBL          |
| 2º Nível |  | PRO A        |
| 3º Nível |  | PRO B        |
| 4º Nível |  | Regionalliga |

A ProB é a competição que corresponde ao terceiro nível dos torneios profissionais de basquetebol masculino na Alemanha. A liga é disputada por 24 times divididos em duas divisões: Sul e Norte. Oficialmente a ProB é parte da 2.Basketball Bundesliga, que consiste em dois níveis hierárquicos ProA e ProB. 
As duas equipes finalistas dos playoffs são promovidas para a divisão superior a ProA.

## Clubes Participantes
| ProB                           | ProB              | ProB                              | ProB         |
| Grupo Norte                    | Grupo Norte       | Grupo Sul                         | Grupo Sul    |
| Clube                          | Localização       | Clube                             | Localização  |
| ------------------------------ | ----------------- | --------------------------------- | ------------ |
| Bayer Giants Leverkusen        | Leverkusen        | Ahorn Camp BIS Baskets Speyer     | Speyer       |
| Berlin Braves 2000             | Berlim            | BBC Coburg                        | Coburgo      |
| BSW Sixers                     | Anhalt-Bitterfeld | BG Hessing Leitershofen           | Stadtbergen  |
| EN Baskets Schwelm             | Schwelm           | CATL Basketball Löwen             | Erfurt       |
| ETB Miners                     | Essen             | Dragons Rhöndorf                  | Bad Honnef   |
| Gartenzaun24 Baskets Paderborn | Paderborn         | FC Bayern München II              | Munique      |
| Iserlohn Kangaroos             | Iserlohn          | Orange Academy                    | Ulm          |
| Itzehoe Eagles                 | Itzehoe           | Porsche BBA Ludwigsburg           | Ludwigsburgo |
| Lok Bernau                     | Bernau bei Berlin | RheinStars Köln                   | Colônia      |
| SBB Baskets Wolmirstedt        | Wolmirstedt       | Skyliners Junior                  | Francoforte  |
| SC Rist Wedel                  | Wedel             | SV Fellbach Flashers              | Fellbach     |
| Seawolves Academy              | Rostoque          | Team Ehingen Urspring             | Ehingen      |
| TKS 49ers                      | Stahndorf         | TSV Oberhaching                   | Oberhaching  |
| TSV Neustadt temps Shooters    | Neustadt          | VR-Bank Würzburg Baskets Akademie | Wurtzburgo   |

## Campeões
| Temporada | Campeão                                        | Finalista                                      |
| --------- | ---------------------------------------------- | ---------------------------------------------- |
| 2007–08   | ETB Wohnbau Baskets                            | Kirchheim Knights                              |
| 2008–09   | Crailsheim Merlins                             | Herzöge Wolfenbüttel                           |
| 2009–10   | Dragons Rhöndorf                               | Hertener Löwen                                 |
| 2010–11   | Erdgas Ehingen/Urspringschule                  | BG Leitershofen/Stadtbergen                    |
| 2011–12   | Oettinger Rockets Gotha                        | Rasta Vechta                                   |
| 2012–13   | Bayer Giants Leverkusen                        | Schwelmer Baskets                              |
| 2013–14   | Oldenburger TB                                 | Baunach Young Pikes                            |
| 2014–15   | Oldenburger TB                                 | SC Rist Wedel                                  |
| 2015–16   | Erdgas Ehingen/Urspringschule (2)              | Fraport Skyliners Juniors                      |
| 2016–17   | Weißenhorn Youngstars                          | PS Karlsruhe Lions                             |
| 2017–18   | Scanplus Baskets                               | Rostock Seawolves                              |
| 2018-19   | Bayer Giants Leverkusen (2)                    | WWU Baskets Münster                            |
| 2019-20   | Interrompida por causa da Pandemia de COVID-19 | Interrompida por causa da Pandemia de COVID-19 |
| 2020-21   | VfL SparkassenStars Bochum                     | Itzehoe Eagles                                 |
| 2021-22   | Dresden Titans                                 | ART Giants Düsseldorf                          |
| 2022-23   | EPG Baskets Koblenz                            | RASTA Vechta II                                |
| 2023-24   | Dragons Rhöndorf (2)                           | RheinStars Köln                                |
| 2024-25   | Bayer Giants Leverkusen (3)                    | SBB Wolmistedt                                 |

### Performances por clube
| Clube                         | Campeão | Finalista | anos             |
| ----------------------------- | ------- | --------- | ---------------- |
| Bayer Giants Leverkusen       | 3       | 0         | 2013, 2019, 2025 |
| Oldenburger TB                | 2       | 0         | 2014, 2015       |
| Erdgas Ehingen/Urspringschule | 2       | 0         | 2011, 2016       |
| Dragons Rhöndorf              | 2       | 0         | 2010, 2024       |
| Weißenhorn Youngstars         | 1       | 0         | 2017             |
| Oettinger Rockets Gotha       | 1       | 0         | 2012             |
| Bayer Giants Leverkusen       | 1       | 0         | 2013             |
| ETB Wohnbau Baskets           | 1       | 0         | 2008             |
| Crailsheim Merlins            | 1       | 0         | 2009             |
| scanplus Baskets              | 1       | 0         | 2018             |
| VfL SparkassenStars Bochum    | 1       | 0         | 2021             |
| Dresden Titans                | 1       | 0         | 2022             |
| EPG Baskets Koblenz           | 1       | 0         | 2023             |